# Rafał Mokrzycki
Rafał Mokrzycki (* 12. Januar 1991 in Warschau) ist ein polnischer Pianist und Gewinner der „Valletta International Piano Competition“.

## Leben
Mokrzycki wurde in eine musikalische Familie geboren und begann im Alter von sieben Jahren, Klavier zu spielen. Nach dem Abschluss der Zenon-Brzewski-Musikschule in Warschau im Jahre 2010 besuchte er die Fryderyk-Chopin-Universität für Musik in Warschau, die er 2015 abschloss. Weitere musikalische Impulse erhielt er an der Universität für Musik und darstellende Kunst Wien.
Mokrzycki ist als Solist und Kammermusiker tätig. Er trat in der Nationalphilharmonie in Warschau in Polen, im Nationalen Forum für Musik in Breslau, Polen, in der Oppelner Philharmonie in Polen, in der Philharmonie Lwiw in der Ukraine und im Schönberg Center Wien auf. Er wurde zu verschiedenen Festivals eingeladen, u. a. zum „Chopin w barwach jesieni“ in Antonin, Polen, zum Valletta Piano Festival auf Malta, zur Gulangyu Polish Music Week in Summer in Xiamen, China, zum International Paderewski Festival in Warschau und zum Sacrum non Profanum in Trzęsacz, Polen. Mokrzycki trat in Deutschland, Österreich, China, Japan, Rumänien, Lettland, der Slowakei, Polen, der Türkei, der Ukraine und Malta auf.
2019 erschien die CD „Magical Chopin“ mit Werken von Chopin beim Label DUX.

## Preise
- 1. Preis bei der Valletta International Piano Competition (2017)[6]
- 3. Preis bei der International Academic Music Competition (2014)
- 2. Preis beim Polnischen Nationalen „Szymanowski in memoriam“ Klavierwettbewerb in Warschau (2009)
- 3. Preis beim Klavierwettbewerb in Stettin (2009)